# Theodor Eicke
Theodor Eicke (Hampont, 17 ottobre 1892 – Lozova, 26 febbraio 1943) è stato un generale tedesco delle Waffen-SS. Fu a capo della divisione SS Totenkopf, comandante del primo campo di concentramento nazista, Dachau, e «capo dell'Istanza centrale di controllo e gestione del sistema concentrazionario».

## Biografia
Eicke nacque a Hudingen (Hampont in francese) nel 1892 quando la Lorena era territorio tedesco; a diciassette anni si arruolò nell'esercito imperiale e partecipò alla prima guerra mondiale, venendo decorato con la Croce di Ferro per il suo coraggio, e terminando la guerra come sottufficiale della compagnia di riserva mitraglieri del 2. Corpo d'Armata. Nel 1919 venne assunto come contabile nella polizia di Ilmenau, ma dopo un solo anno venne licenziato per le sue violente esternazioni contro i criminali di novembre. Le sue idee politiche gli impedirono anche di assumere la carica di commissario e lo fecero cacciare da agente ausiliario della polizia giudiziaria a Ludwigshafen. Sbarrata ogni carriera in divisa, nel 1923 Eicke divenne uno dei tanti impiegati alla IG Farben.
Il 1º dicembre 1928 si iscrisse al Partito nazista, dove divenne ben presto uno dei più brutali capi delle SA di Röhm. Nell'agosto del 1930 abbandonò le camicie brune e si iscrisse nelle SS. Nel 1931 venne promosso SS-Standartenführer in seguito alla sua opera di reclutamento di nuovi membri per le SS in Baviera. Considerato un elemento sovversivo dal Gauleiter bavarese, Eicke venne arrestato e incarcerato, ma durante un breve permesso fuggì in Italia, dove Himmler lo incaricò di formare un'organizzazione per i membri delle SS esiliati. Dopo la presa del potere da parte dei nazisti, tornò in patria nel marzo 1933, assumendo, con il grado di SS-Oberführer, il comando della 46. Standarte SS. Violento e sanguinario, Eicke finì nuovamente in carcere ma vi rimase per poco.
Il 28 giugno 1933 Eicke venne nominato comandante del campo di concentramento di Dachau, e delle Wacheinheiten (le future SS-Totenkopfverbände, le unità che dovevano sorvegliare gli internati politici incarcerati nei campi di concentramento), trasformandolo in un campo modello e attuando una sorta di lavaggio del cervello sui propri uomini: egli infatti martellò continuamente il concetto del pericolo rappresentato dai sovversivi fino a far credere loro che fossero gli unici soldati a fronteggiare il nemico anche in tempo di pace, il nemico che si trovava dietro il filo spinato. Tutte queste azioni trovarono la completa approvazione di Himmler che lo promosse SS-Brigadeführer, e nel maggio del 1934 Ispettore dei campi di concentramento.
Giustiziere di Röhm nella Notte dei lunghi coltelli, Eicke venne promosso SS-Gruppenführer, e iniziò l'opera di riorganizzazione del sistema dei campi di concentramento, chiudendo quelli più piccoli e potenziando i campi di Dachau, Sachsenhausen, Buchenwald, Ravensbrück e di Mauthausen, in Austria.
Nel contempo iniziò l'opera di militarizzazione delle SS-Totenkopfverbände, che portò alla creazione della divisione Totenkopf nell'ottobre del 1939. Dopo un breve periodo nell'ufficio generale del WVHA, Eicke ritornò al comando della divisione, distinguendosi per la brutalità e i continui crimini di guerra, come l'uccisione di prigionieri inglesi a Le Paradis nel 1940, dei commissari politici dell'Armata Rossa, e per il massacro indiscriminato di civili in Russia.
Morì il 26 febbraio 1943 ad Orël, sul fronte orientale, dopo che il suo aereo venne abbattuto dal fuoco russo.